# Blauwe bietenaardvlo
De blauwe bietenaardvlo (Chaetocnema concinna) is een keversoort uit de familie bladkevers (Chrysomelidae), die tot de tribus Alticini behoort. De wetenschappelijke naam van de soort werd in 1802 gepubliceerd door Thomas Marsham. De blauwe bietenaardvlo is een Palearctische soort die in bijna heel Europa voorkomt. Het is ook wijdverbreid in Noord-Afrika (Marokko) en in West- tot Centraal-Azië, in Israël, de Kaukasus-regio (Georgië, Armenië, Azerbeidzjan, Russische Kaukasus), in Kazachstan en Turkmenistan. De soort werd ingevoerd in Noord-Amerika. Daar werd het voor het eerst ontdekt in Massachusetts in 1979. De soort heeft zich nu gevestigd in het noordoosten van de Verenigde Staten en in het aangrenzende deel van Canada. Andere vondsten komen uit Texas en Oregon.

## Beschrijving
De kever is 1,8-2,5 mm groot en heeft een donker bronskleurige (zelden koperachtige of groene) metaalachtige, glanzende kleur. Het pronotum (halsschild) heeft geen diepe groeven en is aan de basis ongerand, dit in tegenstelling tot een aantal andere generieke vertegenwoordigers. Over de dekvleugels lopen talloze rijen stippen. De basale geledingen van de antenne zijn geelrood (het eerste gedeeltelijk bruin gekleurd). De achterste dijbenen zijn sterk verdikt. Alle dijbenen zijn donker, terwijl de tibia en tarsi geelrood zijn. Typerend voor de soorten van het geslacht Chaetocnema is een rand met haartjes aan de bovenzijde van de midden- en achterschenen. Deze schenen hebben een stompe doorn. Dankzij een veermechanisme (de "metafemorale veer") in de sterk ontwikkelde dij van de achterste poten kunnen de kevers, typisch voor de meeste aardvlooien wegspringen bij gevaar.

## Levenscyclus
De blauwe bietenaardvlo overwintert als kever in de bovenste bodemlagen of in het bodemstrooisel. Rond eind april komen de kevers tevoorschijn en van mei tot augustus is de paartijd. Het vrouwtje legt 16-40 eieren vanaf half mei met 2-6 bij de plant in de grond op een diepte van 3-5 cm. De ovale, gele eieren zijn 0,6-0,7 mm lang en 0,2-0,3 mm breed. De larven komen 2-3 weken later uit het ei en vreten van de wortels of mineren in het blad. Ze verpoppen zich in juni. Jonge kevers zijn vanaf juni/juli op de planten te vinden. Ze vreten tot half augustus van de bladeren en zoeken daarna een winterverblijf op. De blauwe bietenaardvlo komt ook als schadelijk insect voor op hop.

## Waardplanten
De kevers zijn te vinden in verschillende habitats: in bossen, op velden en in steppegebieden. De waardplanten zijn onder andere verschillende soorten van de geslachten varkensgras, duizendknoop, Rheum en zuring. Vooral gewoon varkensgras (Polygonum aviculare) is een belangrijke waardplant. De soort komt af en toe voor als plaag op bieten. De kever vreet kleine gaatjes in de kiembladeren en in de eerste echte bladeren van de bietenplant. De aardvlooi komt bij suikerbieten voornamelijk voor op zand- en dalgronden en kunnen bij droog en schraal weer plotseling kiemplanten en jonge planten aantasten. De aantasting is vaak het ergst aan de randen van een perceel.